# Welternährungstag

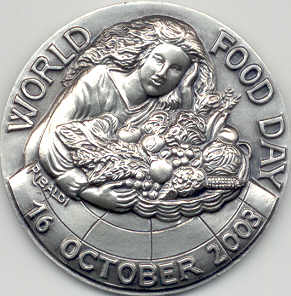
Welternährungstag 2003, Medaille

Der Welternährungstag (auch Welthungertag, englisch World Food Day) findet jedes Jahr am 16. Oktober statt und soll darauf aufmerksam machen, dass weltweit noch Millionen Menschen an Hunger leiden. Am gleichen Tag findet auch der Welttag des Brotes statt. Die Bezeichnung „Brot“ stand früher nicht nur für Brot, sondern stand als Synonym für Nahrung, Speise, Beschäftigung oder Unterhalt.

## Geschichte
Der Welternährungstag wurde 1979 eingeführt. Seither findet er jedes Jahr in verschiedenen Ländern statt. Neben offiziellen Kongressen an diesem Tag, die sich mit den Themen Welthunger und Ernährungssicherung auseinandersetzen, nutzen oft auch Nichtregierungsorganisationen den Tag, um auf das weltweite Hungerproblem aufmerksam zu machen.
Das Datum wurde ausgewählt, weil am 16. Oktober 1945 die Ernährungs- und Landwirtschaftsorganisation der Vereinten Nationen (Food and Agriculture Organization of the United Nations, FAO) mit der Aufgabe, die weltweite Ernährung sicherzustellen, als Sonderorganisation der Vereinten Nationen gegründet wurde.

## Welttag des Brotes
Aufgrund der Bedeutung des Brotes für die Bekämpfung des Hungers findet am Welternährungstag auch der Welttag des Brotes statt.
Dieser wurde im Jahr 2006 von der International Union of Bakers und Confectioners (UIBC) mit Sitz in Madrid aufgerufen. Hintergrund ist, dass besagte Ernährungs- und Landwirtschaftsorganisation der Vereinten Nationen (Food and Agriculture Organization of the United Nations, FAO) das Motto Fiat panis (lateinisch für „Es werde Brot“) im Logo trägt. Mit dem internationalen Aktionstag soll die Bedeutung des Brotes für die globale Ernährung in den Fokus der Weltöffentlichkeit gerückt werden.

## Zahlen
Nachdem der Welthunger ein Jahrzehnt lang stetig gesunken war, stieg die Zahl der unterernährten Menschen von 777 Millionen (2015) auf 815 Millionen (2016). Damit sind 11 Prozent der Weltbevölkerung betroffen. 2017 litten nach Angaben der FAO 821 Millionen Menschen an Hunger.

## Themen
- 2004 umfasste das Motto die Bedeutung der Artenvielfalt im Hinblick auf die Sicherstellung der zur Verfügung stehenden Nahrungsmittelquellen
- 2007 lautete das Thema Das Recht auf Nahrung – ist keine Utopie
- 2008 stand unter dem Motto Sicherung der Welternährung: Die Herausforderungen von Klimawandel und Bioenergie
- 2015 stand der Tag unter dem Motto Social protection and agriculture – breaking the cycle of rural poverty (Sozialer Schutz und Landwirtschaft – den Kreislauf von bäuerlicher Armut durchbrechen), die Leitveranstaltung sollte auf der Expo 2015 in Mailand stattfinden;[7] darüber hinaus wurde von der FAO eine Welternährungswoche ausgerufen;[8] bereits 2009 hatte sie unter anderem vor einem „Jahrhundert des Hungers“ gewarnt.[9]
- 2017: Change the future of migration: Invest in food security and rural development
- 2018: Our Actions are our Future – A #ZeroHunger world by 2030 is possible. (Unsere Taten sind unsere Zukunft – eine Welt ohne Hunger im Jahr 2030 ist möglich). Das Motto bezieht sich auf die Agenda 2030.